# اریک ابیه
اریک ابیه (فرانسوی: Éric Aubier‎؛ زادهٔ ۱ ژانویهٔ ۱۹۶۰) نوازنده ترومپت کلاسیک و کنسرت اهل فرانسه است. از مهمترین همکاری‌های وی با آندره ژولیوه آهنگساز فرانسوی می‌باشد.